# 郝庆山
郝庆山（1917年—1983年），河北定县（今定州市）人，中国近代政治人物。

## 生平
1942年，郝庆山参加民兵，并于同年加入中国共产党。1942年，侵华日军在郝庆山的家乡郝白土村周围修筑了多座碉堡。为打击日伪军的气焰，郝庆山率领民兵多次捕捉伪军、敌特，夺取4把枪支。他率部多次在夜间潜入定县县城，先后处决日军翻译官与特务班长，抓获伪税务局长和拒绝为农民减少地租与利息的地主。他数次带领游击队员乔装日军特务队，奇袭日伪军炮楼，驻定县的日军曾悬赏200万元捉拿他。郝庆山还多次组织民兵炸毁日伪军用机车、破坏铁路交通线。1943年担任民兵连长。
1944年9月，为阻止日伪军联合对根据地发动的进攻，郝庆山带领两名民兵，奉命炸毁日军的必经之地——唐河大桥。在离桥好几里地的时候，为避免被日军发现，他们游泳前行。郝庆山为避免炸药受潮，于是将85千克重的炸药箱放置于箩筐中，用梯子在水面上推行，他把炸药放在桥墩上，在点燃导火索后，成功炸毁了大桥。第二次国共内战期间，郝庆山率领民兵配合解放军作战。1946年6月，驻定县围民军一个营包围郝白土村，他带领民兵利用工事和地道与敌激战，毙俘20余人。同年8月，定县国军驻军一个团进攻该村，他组织民兵掩护群众迅速转移后，带领6名民兵沉着应战，凭借土炮台和埋设的地雷，打退国军10多次进攻，毙伤58人。由于作战勇敢，机智多谋，郝庆山在1944年被评为“晋察冀边区民兵战斗英雄”。1945年，被评为“劳武英雄”。
1950年9月，出席全国战斗英雄代表会议。1960年1月，出席全国民兵代表会议。郝庆山曾被选为第三、第五届全国人民代表大会代表。1982年，郝庆山任河北省定县政协副主席。1983年，在定县逝世。